# Yalen u Wa’ab
Le yalen u Wa’ab est le répertoire traditionnel non écrit des coutumes et traditions des populations des Îles Yap (Wa’ab en yap) dans les États fédérés de Micronésie. Au début du XXIe siècle, il régit encore une grande partie des interactions sociales yapaises. Les conseils traditionnels de l'État de Yap sont considérés par la grande majorité de la population comme les arbitres légitimes de la vérité dans les domaines du yalen u Wa’ab qu'ils sont chargés de maintenir et de préserver.